# Fliget vejbred
Fliget vejbred (Plantago coronopus) er en én- eller toårig plante i vejbred-familien. Bladene er fjersnitdelte eller fligede og gråligt dunhårede. Planten varierer meget i størrelse, men det opstigende blomsterskaft bliver normalt højst 15 centimeter. Det grønlige aks er 1-4 centimeter langt med bleggule støvknapper. Fliget vejbred er udbredt langs kysterne af Europa, Nordafrika og Vestasien samt findes indslæbt til Nordamerika og New Zealand.
I Danmark er arten temmelig almindelig ved kyster på skrænter, strandoverdrev og strandvolde. Den blomstrer i juli og august.